# Paolo dal Pozzo Toscanelli

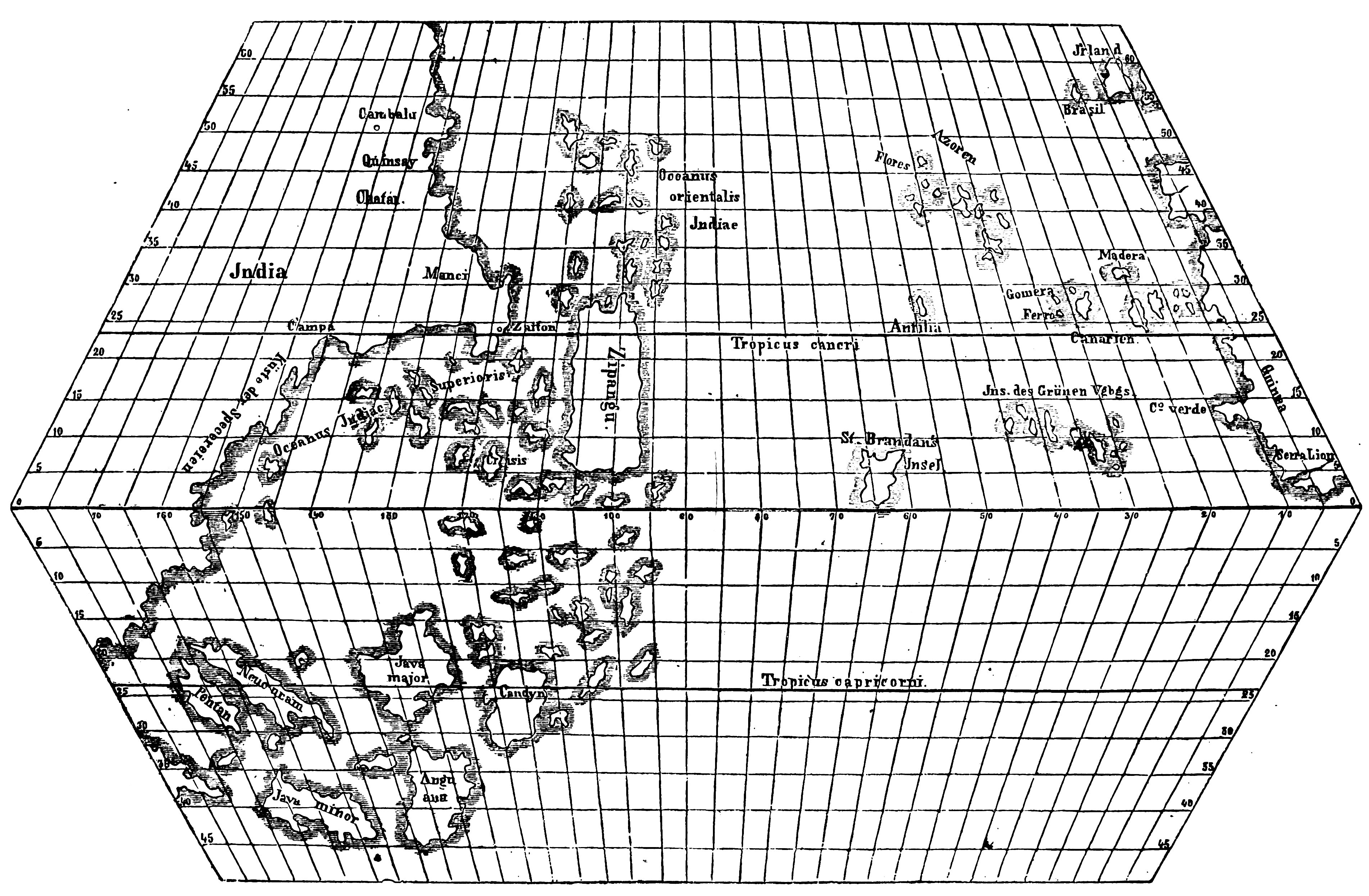
Mapa Toscanellego przedstawiająca wschodnią Azję i ocean pomiędzy Europą i Azją, bez nieznanej wtedy Ameryki

Paolo dal Pozzo Toscanelli (ur. w 1397 we Florencji, zm. 10 maja 1482 tamże) – włoski uczony: matematyk, astronom, kosmograf, geograf, kartograf, lekarz.

## Życiorys
Był drugim synem Dominica Toscanelliego i Biagii Mei. Domenico Toscanelli był lekarzem, zapewnił rodzinie dobrobyt. Toscanelli rozpoczął swoje studia matematyczne pod okiem Giovanniego dell’Abacco. W latach 1417–1424 studiował medycynę, matematykę i filozofię w Padwie. Podczas studiów nawiązał kontakt z Mikołajem z Kuzy, z którym się zaprzyjaźnił. Toscanelli ukończył studia z tytułem doktora medycyny.
Po studiach Toscanelli powrócił do Florencji, gdzie prowadził swoje badania i obserwacje, i pozostał tam już do końca swojego życia, z wyjątkiem krótkich wypraw do Toskanii i krótkiego pobytu w Todi i w Rzymie. We Florencji przyjaźnił się m.in. z Filippo Brunelleschim i Leonem Battistą Alberti. Współcześni mu uważali go za jednego z największych matematyków tamtych czasów. Regiomontanus porównał Toscanellego do Archimedesa. Wiedzę matematyczną Toscanella doceniał również Mikołaj z Kuzy. Alberti dedykował na jego cześć Intercoenales (pol. Dysputy przy stole).
Znał grecki, posiadał kolekcję rękopisów greckich i łacińskich. Toscanelli zmarł we Florencji 10 maja 1482 roku w wieku 85 lat.

## Praca naukowa
Toscanelli zajmował się wieloma dziedzinami nauki. Jego wkład w naukę i kulturę jest jednak trudny do oszacowania, gdyż nie zachowały się księgi jego autorstwa oraz większość listów oraz nie ma budynków zbudowanych według jego projektu. Większość zachowanych notatek jest poświęconych matematyce i astronomii. Toscanelli obliczył, że droga na wschód z Europy do Azji wynosi 2/3 długości Ziemi, tj. 230 stopni długości geograficznej, więc droga zachodnia musi się równać długości 130 stopni. W 1456 roku obserwował kometę Halleya. Według jednej z hipotez Toscanelli miał zainspirował Krzysztofa Kolumba do wyprawy, która miała odkryć nową drogę do Azji. Zachowała się korespondencja, którą mieli prowadzić Toscanelli z Kolumbem z 1474 roku, jednak autentyczność listów stanowi przedmiot sporów. Toscanelli miał również wcześniej utrzymywać kontakt z królem Portugalii Alfonsem V Afrykańczykiem, gdzie miał zachęcić króla do podjęcia wyprawy do Chin, jednak korespondencja ta również jest podawana w wątpliwość.
Około 1468 roku w katedrze Santa Maria del Fiore we Florencji Toscanelli skonstruował gnomon, umieszczony w kopule nad środkiem lewej nawy na wysokości 277 stóp. Za pomocą zegara można było obliczyć południe słoneczne z dokładnością do połowy sekundy, pozwalał on także na obliczenie z dużą precyzją wysokości słońca podczas przesileń. Gnomon został później rozbudowany przez kardynała Franciszka Ximenesa.